# إستر براند
إستر براند (بالإنجليزية: Esther Brand)‏ هي منافسة ألعاب القوى جنوب أفريقية، ولدت في 29 سبتمبر 1922 في Springbok, South Africa ‏ في جنوب أفريقيا، وتوفيت في 20 يونيو 2015 في بلومفونتين في جنوب أفريقيا.

## وصلات خارجية
- إستر براند على موقع الاتحاد الدولي لألعاب القوى (الإنجليزية)
- إستر براند على موقع اللجنة الأولمبية الدولية (الإنجليزية)
- إستر براند على موقع أوليمبيديا (الإنجليزية)